# Marco Roberto Capelli
Marco Roberto Capelli (nacido 1971 in Módena Italia) es un poeta, traductor y escritor italiano. Es también escritor de letras para canciones y ha publicado siete CD con grupos de metal como Martiria y Power Project, trabajando con artistas como Vinny Appice (Black Sabbath), Carl Sentance (Krokus, Persian Risk), Carlos Cavazo (Quiet Riot)) y Rick Anderson (Warlord).
Es también fundador y redactor jefe de la revista literaria Progetto Babele.
Entre sus trabajos: la traducción del libro de Mario Puccini "De D'Annunzio a Pirandello", Editorial Sempere, Valencia, 1927 y la recostruccion del perdido original italiano.

## Trabajos

### Discos (como escritor de líricas)
- The Eternal Soul (2004), con el grupo Martiria - Hellion Records (BR)
- The Age of the Return (2005), con el grupo Martiria - Underground Symphony (IT)
- Dinosaurs (2006), con el grupo Power Project (feat.Vinny Appice, Carl Sentance, Carlos Cavazo, Jeff Pilson) - Powerzone Records (IT)
- Time of Truth (2008), con el grupo Martiria - Underground Symphony (IT)
- On the way back (2011), con el grupo Martiria - My Graveyard (IT)
- Roma S.P.Q.R. (2012), con el grupo Martiria - My Graveyard (IT)
- R-Evolution (2014), con el grupo Martiria feat. Vinny Appice - Rocksector (UK) / Hellion Records (BR)

### Publicaciones
- Il gigante (novela) Edizioni Il Club degli Autori (1998);
- Gli Dei (cuento) antología "Abitando il racconto" (ISBN 88-8167-227-8);
- La strada (cuento) antología "N.O.I.R. Quindici passi nel buio" (Edizioni TraccEDIverse 2005 ISBN 88-89862-14-9);
- Risonanza (cuento) FUTURO EUROPA 44 - revista literaria (Perseo Editore Bologna 2006);
- La strega (cuento) antología "Le Vendicatrici" (Cut Up Editore La Spezia 2013)(ISBN 9788895246314);
- La strega (cuento) Ebook ASIN B00RR30VCA - Cut-up Edizioni La Spezia 2015 ISBN-13  978-8895246581;
- Dodici Racconti Orfani antología (Amazon 2021)(ASIN B09DMXZKQ2);

Como traductor/editor:
- Da D'Annunzio a Pirandello di Mario Puccini Fondazione Rosellini (2007)
- Per colpa del dottor Moreau ed altri racconti fantastici di Fernando Sorrentino, traducido en italiano por Alessandro Abate, Marco Roberto Capelli, Carlo Santulli, Mario De Bartolomeis, Isabel Cuartero, Luca Muzzioli, published by Progetto Babele Literary Magazine, 2006, 167 págs. - ISBN-13 978-1728719191
- Per difendersi dagli scorpioni ed altri racconti insoliti di Fernando Sorrentino, traducido en italiano por Alessandro Abate, Marco Roberto Capelli, Mario De Bartolomeis, published by Progetto Babele Literary Magazine, 2018, 192 págs. ISBN-13 978-1729345979
- Gli opilioni di San Fernando e altre storie poco credibili di Fernando Sorrentino, traducido en italiano por Alessandro Abate, Mario De Bartolomeis, Enzo Citterio, Renata Lo Iacono, Marco Roberto Capelli, published by Progetto Babele Literary Magazine, 2025, 271 págs. ISBN-13 979-8286354689